# Arakaoja
Arakaoja är ett vattendrag i sydvästra Estland. Den ligger i Häädemeeste kommun i landskapet Pärnumaa och är ett sydligt biflöde till Rannametsa jõgi. Den är 17 km lång.